# Naoki Kawaguchi
Naoki Kawaguchi (川口 尚紀 Kawaguchi Naoki?, Niigata, 24 de mayo de 1994) es un futbolista japonés que juega como defensa en el Júbilo Iwata de la J2 League.

## Trayectoria

### Clubes
| Club                      | País  | Año       |
| ------------------------- | ----- | --------- |
| Albirex Niigata           | Japón | 2012-2019 |
| J. League sub-22 (cedido) | Japón | 2014-2015 |
| Shimizu S-Pulse (cedido)  | Japón | 2016      |
| Kashiwa Reysol (cedido)   | Japón | 2019      |
| Kashiwa Reysol            | Japón | 2020-     |
| Júbilo Iwata (cedido)     | Japón | 2025-     |